# Verordnung (EG) Nr. 1901/2006 über Kinderarzneimittel
Die Verordnung  (EG) Nr. 1901/2006 über Kinderarzneimittel ist eine Verordnung der Europäischen Union, die die Entwicklung von Medikamenten regelt unter Einbeziehung der Anwendung an Kindern und Jugendlichen (0 bis 17 Jahre). Sie trat im Januar 2007 in Kraft und soll sicherstellen, dass auch für die Behandlung von Kindern und Jugendlichen Arzneimittel verfügbar sind, deren Wirksamkeit und Unbedenklichkeit speziell für diese Zielgruppe angemessen und ethisch vertretbar untersucht wurden.

## Hintergrund
Die rechtliche Rahmenbedingungen für klinische Studien an Kindern sind aufgrund ethischer Bedenken restriktiver als solche für Erwachsene. Die klinische Situation erfordert jedoch in einer Reihe von Fällen, besonders bei sehr schweren oder auch seltenen Krankheiten, die Therapie mit Arzneimitteln, die für diese Altersgruppe nicht zugelassen sind. In Deutschland waren noch 2008 über die Hälfte der bei Kindern und Jugendlichen eingesetzten Arzneimittel nicht an Kindern geprüft und nicht für Kinder zugelassen. Ihre Anwendung erfolgt im sogenannten Off-Label-Use, wobei die Ergebnisse klinischer Prüfungen an Erwachsenen einfach auf Kinder übertragen werden. Im Jahr 2004 verbesserte die 12. Änderung des deutschen Arzneimittelgesetzes erstmals die Voraussetzungen für klinische Studien mit Minderjährigen. Zwar dürfen unverändert nur kranke Kinder an klinischen Studien teilnehmen (Ausnahme: Studien zur Vorbeugung oder Diagnostik), neu ist jedoch, dass der zu erwartende Nutzen nicht ausschließlich hinsichtlich des erkrankten Kindes begründet werden muss, sondern auch mit einem Nutzen für andere Kinder, die an der gleichen Krankheit leiden, begründet werden darf.
Die Verordnung über Kinderarzneimittel wurde erlassen, um die Entwicklung von Kinderarzneimitteln weiterhin und EU-weit zu fördern. Gleichzeitig soll vermieden werden, Kinder und Jugendliche unnötigen Studien auszusetzen und die Zulassung für die Anwendung bei Erwachsenen zu verzögern.

## Verpflichtung zur Durchführung von Kinderstudien
Seit Juli 2008 ist europaweit für jedes neu zuzulassende Arzneimittel mit dem Zulassungsantrag ein pädiatrisches Prüfkonzept (Paediatric Investigation Plan, PIP) vorzulegen, in dem das geplante Entwicklungsprogramm für eine Anwendung an Kindern bzw. Jugendlichen beschrieben wird. Ausgenommen sind bestimmte Arzneimittel wie Generika, Biosimilars, Arzneimittel mit mindestens 10-jähriger allgemeiner medizinischer Verwendung in der EU sowie Homöopathika und traditionelle pflanzliche Arzneimittel.
Das vom Antragsteller eingereichte Prüfkonzept wird von einem bei der europäischen Arzneimittelagentur eigens eingerichteten wissenschaftlichen Ausschuss, dem Pädiatrieausschuss (Paediatric Committee, PDCO) beurteilt. In bestimmten Fällen können die Pharmaunternehmen eine Zurückstellung oder eine Freistellung von der Pflicht zur Vorlage eines pädiatrischen Prüfkonzepts beantragen (deferral, waiver). Die Genehmigung des Prüfkonzeptes bzw. der Frei- oder Zurückstellung ist Voraussetzung für die Bearbeitung des Zulassungsantrages durch die Behörde. Die Beantragung von Zulassungserweiterungen erfordert ebenfalls die Vorlage eines pädiatrischen Prüfkonzepts.

## Zulassung für die pädiatrische Verwendung
Für Arzneimittel, die für Erwachsene bereits zugelassen sind, haben Pharmaunternehmen die Möglichkeit, zusätzlich eine Zulassung für die pädiatrische Verwendung (Paediatric use marketing authorisation, PUMA) zu beantragen. Solch eine Zulassung kann für pädiatrische Indikationen (in ausgewählten Altersgruppen oder für die gesamte Altersgruppe bis 17 Jahre) oder für kindgemäße Darreichungsformen erteilt werden.
Auch eine PUMA erfordert Studien gemäß einem pädiatrischen Prüfkonzept, das zuvor vom Pädiatrieausschuss zu genehmigen ist.

## Vergünstigungen für Pharmaunternehmen
Als Ausgleich für die zusätzlichen Anforderungen werden den pharmazeutischen Unternehmern Vergünstigungen gewährt. Dabei ist zu unterscheiden ob Arzneimittel patentrechtlich geschützte Wirkstoffe enthalten oder nicht. Für Arzneimittel gegen seltene Krankheiten (Orphan-Arzneimittel) gibt es spezielle Regelungen. Arzneimittel, die gemäß den Vorgaben der Kinderarzneimittelverordnung zugelassen wurden, erhalten eine Kennzeichnung mit einem speziellen Symbol für die Kindereignung.

### Arzneimittel mit patentrechtlich geschützten Wirkstoffen
Bei Arzneimitteln, deren Wirkstoffe noch gewerblichen Schutzfristen unterstehen, wird dem  Inhaber des Patents oder eines Ergänzenden Schutzzertifikats eine sechsmonatige Verlängerung der Schutzfrist gewährt, unabhängig davon, ob die Kinderstudien zu einer Zulassung für Kinder führen oder nicht.

### Arzneimittel mit nicht patentrechtlich geschützten Wirkstoffen
Pharmaunternehmen erhalten für Arzneimittel mit nicht patentrechtlich geschützten Wirkstoffen auf eine zusätzlich genehmigte pädiatrische Verwendung (PUMA) einen Vermarktungsschutz von zehn Jahren (achtjähriger Unterlagenschutz für die an Kindern erhobenen Daten plus zweijährige Marktexklusivität).

## Zentrale Erfassung
Um weltweit eine unnötige Wiederholung von Studien mit Kindern zu vermeiden, schreibt die Verordnung vor, dass das Register klinischer Studien der EU auch ein Register über klinische Prüfungen von Kinderarzneimitteln beinhalten soll. Dieses soll alle in der Gemeinschaft und in Drittstaaten laufende, abgeschlossene und vorzeitig abgebrochene pädiatrische Studien erfassen. Die Information in der Datenbank ist der Öffentlichkeit in bestimmten Auszügen zugänglich zu machen.

## Wirkung
Auch wenn, wie der „Verband Forschender Arzneimittelhersteller“ angibt, dem 2016 veröffentlichten Jahresbericht der EMA zufolge ein deutlicher Anstieg bei der Zahl der Kinderstudien zu verzeichnen sei und auch die EU-Kommission 2017 über positive Entwicklungen berichtete, beklagen Kinderärzte, dass es nach wie vor in der Pädiatrie einen großen Mangel an geeigneten und sicheren Medikamenten gebe. Die „Deutsche Gesellschaft für Kinder- und Jugendmedizin“ (DGKJ) wie auch die „Initiative Arzneimittel für Kinder“ (IKAM) fordern mehr Unterstützung im Zusammenhang mit dem Marktzugang für Kinderarzneimittel.